# Wellhorn
Le Wellhorn est une montagne des Alpes bernoises culminant à 3 191 m.

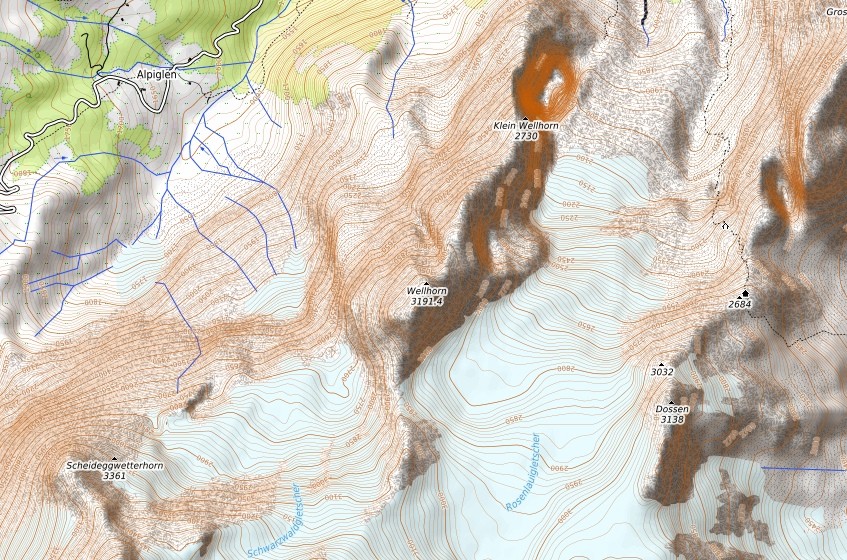
Carte topographique du Wellhorn.

Il se situe au sud de la Reichenbachtal et à l’ouest du glacier de Rosenlaui. Les limites communales de Meiringen, Grindelwald, Innertkirchen et Schattenhalb se rejoignent à son sommet. À environ 1 km au nord-est de celui-ci se trouve le sommet du Klein Wellhorn (2 700 m).
La première ascension a eu lieu le 31 juillet 1866 par Edmund von Fellenberg avec Michel et Peter Egger sur la crête est.

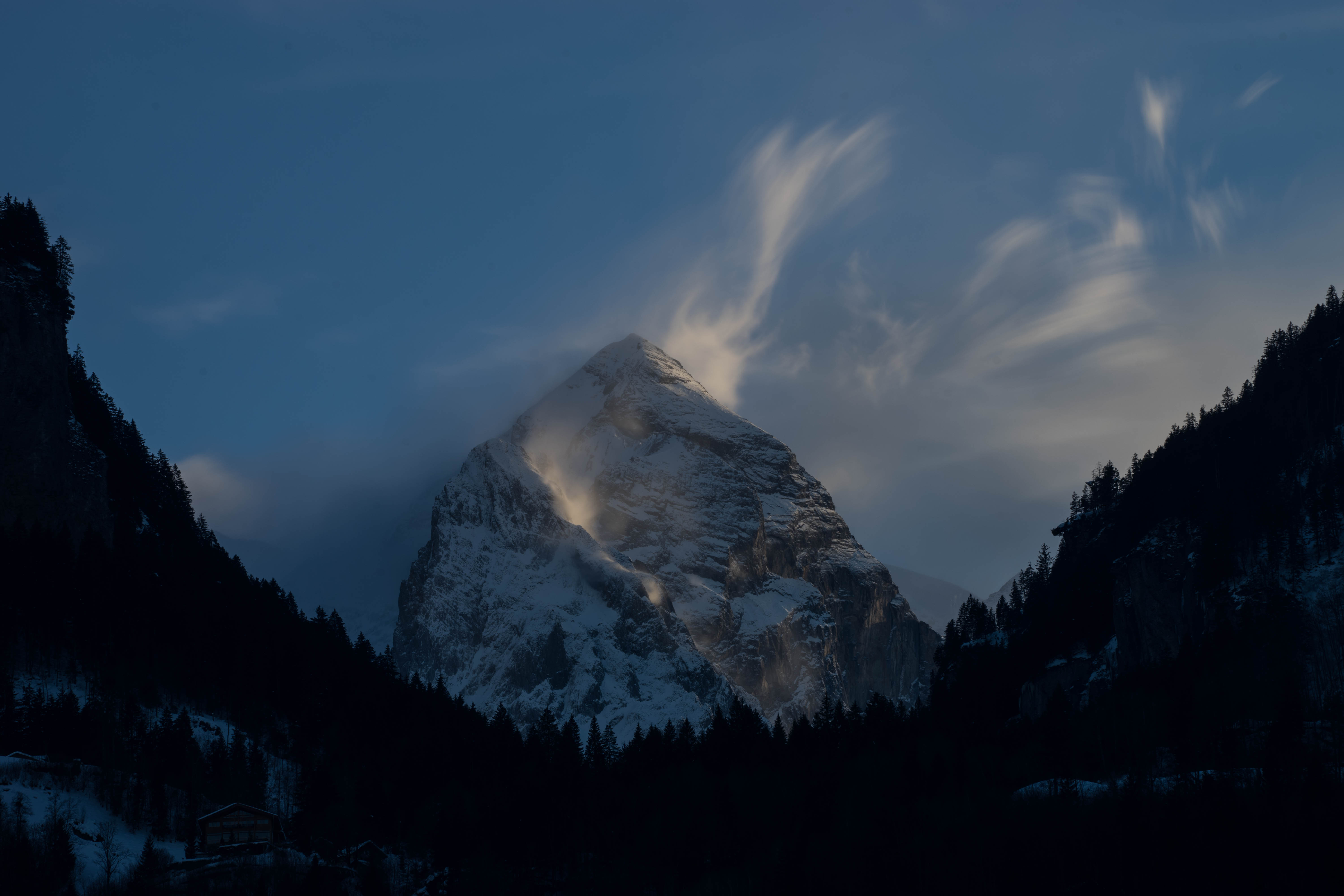
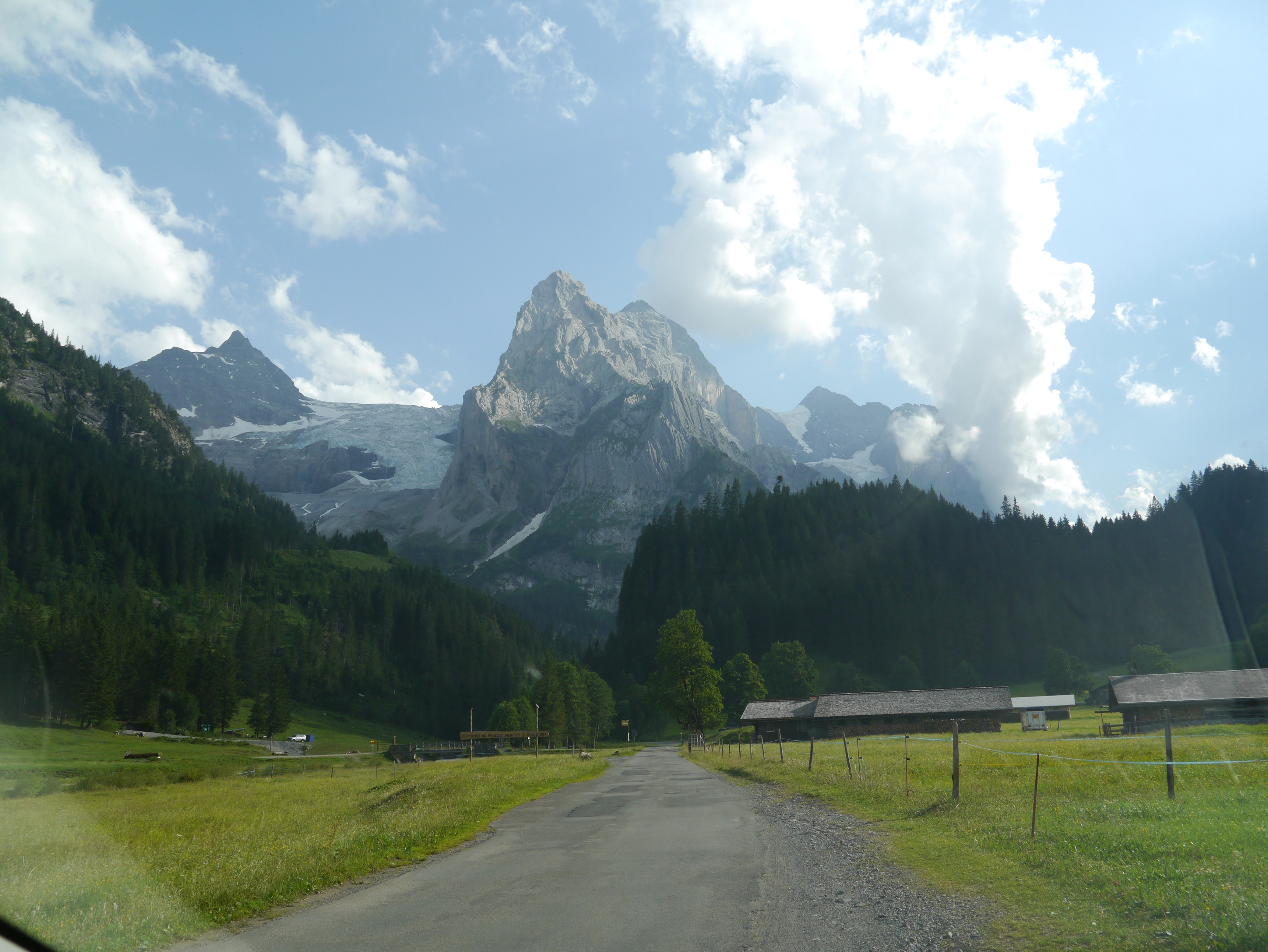